# Superliga 1994/95 (Europa)
Die Superliga 1994/95 war die zweite Saison der Superliga im Tischtennis.
Die Damen und Herren spielten in je einer Gruppe mit jeweils 12 Mannschaften. Es wurde eine Hin- und eine Rückrunde durchgeführt, somit trug jede Mannschaft 22 Spiele aus.
| Platz | Team                        | Nation | Aktive                                                                                  |
| ----- | --------------------------- | ------ | --------------------------------------------------------------------------------------- |
| 1     | Asz.Cl. Kiskunfélegyháza    | HUN    | Cen Cin Bin, Zsolt Harczi, Miklos Somosi, Zoltan Varga, Roland Vimi                     |
| 2     | TTC Valcovny Frýdek-Místek  | CZ     | Richard Výborný, Radek Mrkvicka, Stepanek, František Krčil, Petr Korbel, Riha           |
| 3     | Malev Sport Club Budapest   | HUN    | Jaromir Truksa, Patrick Marek, Ondrejicka, Andrijanov, Ivanov, Kozuch, M.Marek, Mihocko |
| 4     | SKST Spor. Bratislava Siov. | SK     | Milan Grman, Kultis, Janci, Grezo, Martin Jaslovsky, Kutis, Zhang Guang Long            |
| 5     | Union Wolkersdorf           | AUT    | Ding Yi, Kostadin Lengerov, Tibor Klampár, Andreas Frank                                |
| 6     | Postas Sport E. Budapest    | HUN    | Károly Németh, Hollo, Evgenij Fadeev, Mercz, Gabor Gerold, Kalmar                       |
| 7     | SV Schwechat                | AUT    | Werner Schlager, Zsolt Kriston, Karl Jindrak, Michael Nikolic                           |
| 8     | TJ Nova Hut Ostrava         | CZ     | Marek Klasek, Radek Kostal, Karel Karasek, Marek Cihak, K.Bednar, Korta, Topic          |
| 9     | TTC Hirocem Malacky         | SK     | Zoltan Varga, Ferenc Pazsy, Berta, Pavlik, Fan Yi Yong                                  |
| 10    | TTC M. Bauprodukte Kuchl    | AUT    | Qianli Qian, Vit Dolezel, Michael Schalwich, A.Schalwich, Levenko                       |
| 11    | Sparta Praha                | CZ     | Spalek, Bohumil Vozicky, Kraml, Miko, Cerny, Glasl, Tomas Pavelka                       |
| 12    | Jas Dukla Bardejov          | SK     | A.Bardon, Jahoda, Krajcik, Uhercik, Proskin                                             |

| Platz | Team                            | Nation | Aktive                                                                                    |
| ----- | ------------------------------- | ------ | ----------------------------------------------------------------------------------------- |
| 1     | Statisztika Metallogl. Budapest | HUN    | Irina Palina, Mária Fazekas, Gabriella Wirth, Veronika Wirth, Vivien Ello, Krisztina Tóth |
| 2     | Sportegyesület Budapest         | HUN    | Eva Braun, Oxana Kusch, Szonja Szigeti, Nora Simon, Adrienn Kovacs                        |
| 3     | TTC Esox Brno                   | CZ     | Renata Peluchova, Rūta Garkauskaite, Botkova                                              |
| 4     | Postas Sport E. Budapest        | HUN    | Gazsi, Eva Erdös, Alena Vachovcova, Demeter, Swetlana Ganina, Kertai, Popovici            |
| 5     | Union Raiffeisen Oberndorf      | AUT    | Miluse Kocova, Petra Fichtinger, Regina Ast, Gertrude Zmeck                               |
| 6     | SK Stolniho Tenisu Vlašim       | CZ     | M.Sopova, Benesova, Bayerova, Koutska, Kralova, Poucheova                                 |
| 7     | SV Schwechat                    | AUT    | Valentina Popová, Michaela Zillner, Karin Albustin                                        |
| 8     | SSK Vítkovice                   | CZ     | Kasparkova, Holoubkova, Stribikova, H.Sopova, Sepcova, Ivana Weberova                     |
| 9     | STK Arttep-Pap Topoľčany        | SK     | Alena Frtalova, Julia Fleischerova, Kokrmentova, Benciova, Lancaricova, Renata Manaková   |
| 10    | Askö E. Linz-Froschberg         | AUT    | Renata Budajova, Martina Rabl, Edith Glanzer, Adriane Burg                                |
| 11    | Plastika Nitra                  | SK     | Eva Ódorová, Zgravakova, A.Andrisova, S.Andrisova, Cibikova, Danisova                     |
| 12    | TI Spoje Bratislava             | SK     | Zuzana Poliačková, Paucekova, Irena Bosá, Daubnerova, Renata Tuzinska                     |

- AUT = Österreich
- CZ = Tschechien
- HUN = Ungarn
- SK = Slowakei